# 坚蜥龙属
坚蜥龙（学名："Stereosaurus"，意为“坚固的蜥蜴”）是为蛇颈龙目一个未描述的属所取的名称。其所含物种包括扁鳍坚蜥龙（"Stereosaurus platyomus"）、短背坚蜥龙（"S. cratynotus"）及纤鳍坚蜥龙（"S. stenomus"），三者均由英国古生物学家哈利·丝莱于1869命名并归入蛇颈龙类。这些物种从未被正式描述过，由于时间已经过去很久，原始遗骸现在可能已经遗失或被重新命名。